# Złomowanie

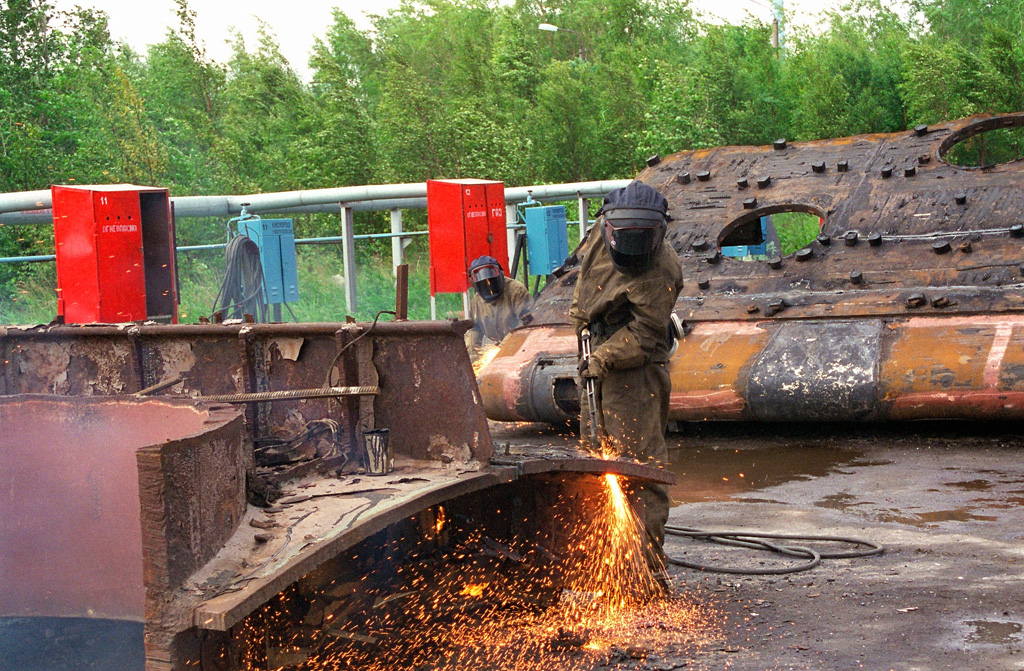
Złomowanie

Złomowanie – uznawanie za nienadające się do dalszego użytkowania środków technicznych zużytych lub uszkodzonych, sklasyfikowanych jako nienadające się do naprawy lub remontu, ale także przestarzałych technicznie lub zbędnych. Złomowanie polega na:
- wycofaniu z użytkowania,
- zdemontowaniu, rozebraniu na części,
- wykorzystaniu elementów nadających się do dalszego użytkowania,
- zutylizowaniu pozostałych elementów.

W oficjalnej terminologii rachunkowości jest to likwidacja środka trwałego.
Formalnej likwidacji podlegają też środki trwałe zaginione.
Ze względu na skutki finansowe oraz wpływ na środowisko sposób złomowania regulują zwykle przepisy prawa.
Ze względu na złożoność techniczną zadania, złomowaniem pewnych rodzajów środków technicznych zajmują się wyspecjalizowane przedsiębiorstwa, np. stocznia złomowa.
Przykładowo: jedyną możliwością legalnego pozbycia się starego samochodu jest oddanie go do punktu kasacyjnego. Zaświadczenie jest podstawą do wyrejestrowania pojazdu – a w konsekwencji zniesienia obowiązku wnoszenia opłat związanych z użytkowaniem.
Złomowanie jako jeden z etapów przygotowania metalowych części pojazdów do dalszego wykorzystania nie może być utożsamiany z całościowym procesem recyklingu składającego się z innych etapów przygotowania materiałów metalowych do ponownej przeróbki.
Etapy recyklingu
- pozyskanie elementów zawierających użyteczne materiały,
- wstępne oczyszczenie i separacja materiałów nienadających się do ponownego wykorzystania,
- segregacja elementów ze względu na rodzaj materiału
- przetworzenie elementów z materiałów użytecznych na surowiec do produkcji nowego elementu
- wytworzenie produktu z przetworzonego materiału i wprowadzenie do użytku (produkt porecyklingowy)